# カードで連結!電車でGO!
カードで連結!電車でGO!とは、かつてタイトーが発売したトレーディングカードアーケードゲームである。

## 概要
電車でGO!発売15周年を記念して2012年に稼働を始めたが、2013年に順次稼働を終了した。

## 遊び方
1. 100円玉を入れて、「ゲームであそぶ」「カードをかう」からゲームモードを選ぶ。「カードをかう」を選ぶ場合、グリップボタンで「カードをかう」が表示された状態になるまで押し続け、決定ボタンを押さなければならない。
2. モードを選択すると、カードが排出される。
3. 「初級」「中級」「上級」「鉄人」から難易度を選び、路線を選ぶ。路線はすべて架空である。
4. 「先頭」「中間」「後部」の3枚のカードをスキャンする。
5. 流れてくるラインに合わせてマスコンを動かして得点を稼ぐ。
6. また「先頭」「中間」「後部」の3枚のカードをスキャンする。
  1. ボタンを連打して連結する。難易度ごとに制限時間が異なり、中級以降はボーナスポイントがある。
7. 流れてくるラインに合わせてマスコンを動かして得点を稼ぐ。
8. 得点が表示されて終了する。
  1. 100000点以上の場合、停車ゲームで遊べる。停止位置に近いほど得点も増えるが、停止位置を超えるとATSが作動し、得点はない。
  2. 筐体のその弾で一番高い得点を獲得した場合、「ナンバーワン運転士」となり、名前を残せる。

## カード
カードは「先頭」「中間」「後部」の三種類あり、1弾と2弾以降では一部デザインが異なっている。

## テーマ曲
テーマ曲はZUNTATAの「連結!-RENKETSU!-電車でGO!」であり、待機画面で流れていたほか、公式サイトでもフルで流れている。

## 登場車種

### 1弾
- E5系はやぶさ
- N700系のぞみ
- E4系Maxとき
- 700系ひかりレールスター
- E259系成田エクスプレス
- 683系サンダーバード
- E655系なごみ（和）
- E257系あずさ
- 285系サンライズ瀬戸・出雲
- 281系はるか
- E231系湘南新宿ライン
- 313系新快速
- 225系新快速
- 103系大阪環状線
- E231系山手線

### 2弾
1弾の車両と
- 300系ひかり
- 500系こだま
- 371系あさぎり
- 283系オーシャンアロー
- 287系こうのとり
- E233系東海道線